# Gaucelmus calidus
Gaucelmus calidus är en spindelart som beskrevs av Willis J. Gertsch 1971. Gaucelmus calidus ingår i släktet Gaucelmus och familjen grottspindlar. Inga underarter finns listade i Catalogue of Life.